# ملتحيات آسيوية
المُلتحيات الآسيوية أو ميغالايميديه (باللاتينية: Megalaimidae) ويعرف أيضاً بالبربيت الآسيوي (بالإنجليزية: Asian barbets)‏ وهي عائلة من الطيور تنتشر في شبه جزيرة ملايو و سومطرة وأحد أنواعه البربيت البني.